# Nanming
Nanming (en chino, 南明; pinyin, Nánmíng) es un distrito urbano bajo la administración directa de la Prefectura Guiyang en la Provincia de Guizhou, República Popular China.  Su área es de 209 km² y su población total para 2010 superó los 820 mil habitantes.

## Administración
Desde julio de 2020, el  Distrito Nanming se divide en 22 pueblos que se administran en 18 subdistritos, 3   poblados y 1 villa étnica.